# Брюссов
Брюссов (нем. Brüssow, пол. Brusów, Boryszewo)— город в Германии, в земле Бранденбург.
Входит в состав района Уккермарк. Подчиняется управлению Брюссов (Уккермарк).  Население составляет 2023 человека (на 31 декабря 2010 года). Занимает площадь 101,02 км². Официальный код  —  12 0 73 085.
| Год  | Население |
| ---- | --------- |
| 2005 | 2392      |
| 2010 | 2114      |